# イリノイ州の都市圏の一覧

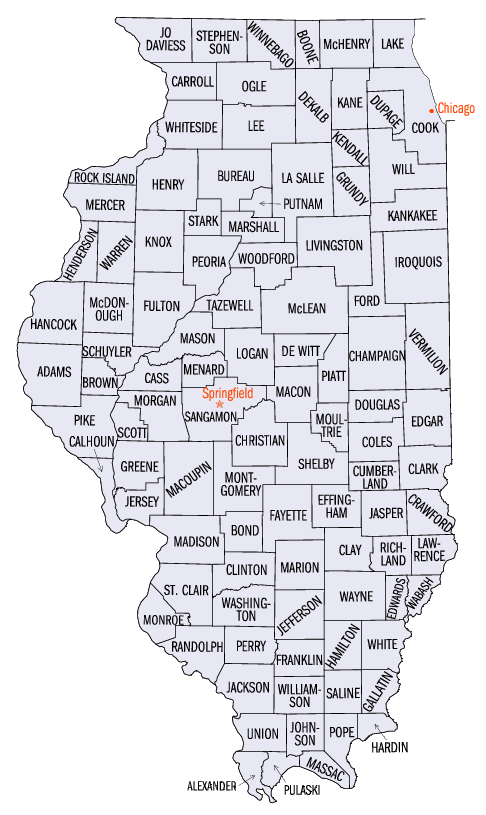
イリノイ州の102郡を示す地図

本項目はイリノイ州の都市圏の一覧（イリノイしゅうのとしけんのいちらん）である。
アメリカ合衆国国勢調査局は、イリノイ州に合同統計地域（CSA/広域都市圏）14ヶ所、大都市統計地域（MSA/都市圏）12ヶ所、および小都市統計地域（μSA/小都市圏）21ヶ所を定義している。下表には、左列より以下の情報を示す。
- 合同統計地域（定義されている場合）の名称
- 合同統計地域の人口
- コアベース統計地域（大都市統計地域および小都市統計地域）の名称
- コアベース統計地域の人口
- 各統計地域に含まれる郡の名称
- 各統計地域に含まれる郡の人口

なお、下表においては、イリノイ州と他州にまたがる合同統計地域およびコアベース統計地域については、名称と統計地域の総人口を青緑色で、イリノイ州内の人口を黒色でそれぞれ示す。また、他州のコアベース統計地域、郡、および独立市については、その名称と人口を緑色でそれぞれ示す。
下表における人口の数値はすべて2020年に行われた国勢調査時のものである。また、合同統計地域、コアベース統計地域（大都市統計地域・小都市統計地域）のいずれも、2023年7月21日時点での定義に従う。
| 合同統計地域                                             | 人口                | コアベース統計地域                             | 人口                | 郡/独立市                                    | 人口      |
| -------------------------------------------------------- | ------------------- | ---------------------------------------------- | ------------------- | -------------------------------------------- | --------- |
| シカゴ・ネイパービル広域都市圏                           | 9,986,960 8,986,729 | シカゴ・ネイパービル・エルジン都市圏           | 9,449,351 8,730,688 | クック郡                                     | 5,275,541 |
| シカゴ・ネイパービル広域都市圏                           | 9,986,960 8,986,729 | シカゴ・ネイパービル・エルジン都市圏           | 9,449,351 8,730,688 | デュページ郡                                 | 932,877   |
| シカゴ・ネイパービル広域都市圏                           | 9,986,960 8,986,729 | シカゴ・ネイパービル・エルジン都市圏           | 9,449,351 8,730,688 | レイク郡                                     | 714,342   |
| シカゴ・ネイパービル広域都市圏                           | 9,986,960 8,986,729 | シカゴ・ネイパービル・エルジン都市圏           | 9,449,351 8,730,688 | ウィル郡                                     | 696,355   |
| シカゴ・ネイパービル広域都市圏                           | 9,986,960 8,986,729 | シカゴ・ネイパービル・エルジン都市圏           | 9,449,351 8,730,688 | ケーン郡                                     | 516,522   |
| シカゴ・ネイパービル広域都市圏                           | 9,986,960 8,986,729 | シカゴ・ネイパービル・エルジン都市圏           | 9,449,351 8,730,688 | インディアナ州レイク郡                       | 498,700   |
| シカゴ・ネイパービル広域都市圏                           | 9,986,960 8,986,729 | シカゴ・ネイパービル・エルジン都市圏           | 9,449,351 8,730,688 | マクヘンリー郡                               | 310,229   |
| シカゴ・ネイパービル広域都市圏                           | 9,986,960 8,986,729 | シカゴ・ネイパービル・エルジン都市圏           | 9,449,351 8,730,688 | インディアナ州ポーター郡                     | 173,215   |
| シカゴ・ネイパービル広域都市圏                           | 9,986,960 8,986,729 | シカゴ・ネイパービル・エルジン都市圏           | 9,449,351 8,730,688 | ケンドール郡                                 | 131,869   |
| シカゴ・ネイパービル広域都市圏                           | 9,986,960 8,986,729 | シカゴ・ネイパービル・エルジン都市圏           | 9,449,351 8,730,688 | デカルブ郡                                   | 100,420   |
| シカゴ・ネイパービル広域都市圏                           | 9,986,960 8,986,729 | シカゴ・ネイパービル・エルジン都市圏           | 9,449,351 8,730,688 | グランディ郡                                 | 52,533    |
| シカゴ・ネイパービル広域都市圏                           | 9,986,960 8,986,729 | シカゴ・ネイパービル・エルジン都市圏           | 9,449,351 8,730,688 | インディアナ州ジャスパー郡                   | 32,918    |
| シカゴ・ネイパービル広域都市圏                           | 9,986,960 8,986,729 | シカゴ・ネイパービル・エルジン都市圏           | 9,449,351 8,730,688 | インディアナ州ニュートン郡                   | 13,830    |
| シカゴ・ネイパービル広域都市圏                           | 9,986,960 8,986,729 | ケノーシャ都市圏                               | 169,151             | ウィスコンシン州ケノーシャ郡                 | 169,151   |
| シカゴ・ネイパービル広域都市圏                           | 9,986,960 8,986,729 | オタワ小都市圏                                 | 148,539             | ラサール郡                                   | 109,658   |
| シカゴ・ネイパービル広域都市圏                           | 9,986,960 8,986,729 | オタワ小都市圏                                 | 148,539             | ビュロー郡                                   | 33,244    |
| シカゴ・ネイパービル広域都市圏                           | 9,986,960 8,986,729 | オタワ小都市圏                                 | 148,539             | パットナム郡                                 | 5,637     |
| シカゴ・ネイパービル広域都市圏                           | 9,986,960 8,986,729 | ミシガンシティ・ラポート都市圏                 | 112,417             | インディアナ州ラポート郡                     | 112,417   |
| シカゴ・ネイパービル広域都市圏                           | 9,986,960 8,986,729 | カンカキー都市圏                               | 107,502             | カンカキー郡                                 | 107,502   |
| セントルイス・セントチャールズ・ファーミントン広域都市圏 | 2,924,904 720,490   | セントルイス都市圏                             | 2,820,253 682,761   | ミズーリ州セントルイス郡                     | 1,004,125 |
| セントルイス・セントチャールズ・ファーミントン広域都市圏 | 2,924,904 720,490   | セントルイス都市圏                             | 2,820,253 682,761   | ミズーリ州セントチャールズ郡                 | 405,262   |
| セントルイス・セントチャールズ・ファーミントン広域都市圏 | 2,924,904 720,490   | セントルイス都市圏                             | 2,820,253 682,761   | ミズーリ州セントルイス市                     | 301,578   |
| セントルイス・セントチャールズ・ファーミントン広域都市圏 | 2,924,904 720,490   | セントルイス都市圏                             | 2,820,253 682,761   | マディソン郡                                 | 265,859   |
| セントルイス・セントチャールズ・ファーミントン広域都市圏 | 2,924,904 720,490   | セントルイス都市圏                             | 2,820,253 682,761   | セントクレア郡                               | 257,400   |
| セントルイス・セントチャールズ・ファーミントン広域都市圏 | 2,924,904 720,490   | セントルイス都市圏                             | 2,820,253 682,761   | ミズーリ州ジェファーソン郡                   | 226,739   |
| セントルイス・セントチャールズ・ファーミントン広域都市圏 | 2,924,904 720,490   | セントルイス都市圏                             | 2,820,253 682,761   | ミズーリ州フランクリン郡                     | 104,682   |
| セントルイス・セントチャールズ・ファーミントン広域都市圏 | 2,924,904 720,490   | セントルイス都市圏                             | 2,820,253 682,761   | ミズーリ州リンカーン郡                       | 59,574    |
| セントルイス・セントチャールズ・ファーミントン広域都市圏 | 2,924,904 720,490   | セントルイス都市圏                             | 2,820,253 682,761   | マクーピン郡                                 | 44,967    |
| セントルイス・セントチャールズ・ファーミントン広域都市圏 | 2,924,904 720,490   | セントルイス都市圏                             | 2,820,253 682,761   | クリントン郡                                 | 36,899    |
| セントルイス・セントチャールズ・ファーミントン広域都市圏 | 2,924,904 720,490   | セントルイス都市圏                             | 2,820,253 682,761   | ミズーリ州ウォーレン郡                       | 35,532    |
| セントルイス・セントチャールズ・ファーミントン広域都市圏 | 2,924,904 720,490   | セントルイス都市圏                             | 2,820,253 682,761   | モンロー郡                                   | 34,962    |
| セントルイス・セントチャールズ・ファーミントン広域都市圏 | 2,924,904 720,490   | セントルイス都市圏                             | 2,820,253 682,761   | ジャージー郡                                 | 21,512    |
| セントルイス・セントチャールズ・ファーミントン広域都市圏 | 2,924,904 720,490   | セントルイス都市圏                             | 2,820,253 682,761   | ボンド郡                                     | 16,725    |
| セントルイス・セントチャールズ・ファーミントン広域都市圏 | 2,924,904 720,490   | セントルイス都市圏                             | 2,820,253 682,761   | カルフーン郡                                 | 4,437     |
| セントルイス・セントチャールズ・ファーミントン広域都市圏 | 2,924,904 720,490   | セントルイス都市圏                             | 2,820,253 682,761   | ミズーリ州クロフォード郡の一部（サリバン市） | -         |
| セントルイス・セントチャールズ・ファーミントン広域都市圏 | 2,924,904 720,490   | ファーミントン小都市圏                         | 66,922              | ミズーリ州セントフランソア郡                 | 66,922    |
| セントルイス・セントチャールズ・ファーミントン広域都市圏 | 2,924,904 720,490   | セントラリア小都市圏                           | 37,729              | マリオン郡                                   | 37,729    |
| ロックフォード・フリーポート・ロシェル広域都市圏         | 435,216             | ロックフォード都市圏                           | 338,798             | ウィネベーゴ郡                               | 285,350   |
| ロックフォード・フリーポート・ロシェル広域都市圏         | 435,216             | ロックフォード都市圏                           | 338,798             | ブーン郡                                     | 53,448    |
| ロックフォード・フリーポート・ロシェル広域都市圏         | 435,216             | ロシェル小都市圏                               | 51,788              | オーグル郡                                   | 51,788    |
| ロックフォード・フリーポート・ロシェル広域都市圏         | 435,216             | フリーポート小都市圏                           | 44,630              | スティーブンソン郡                           | 44,630    |
| ピオリア・カントン広域都市圏                             | 402,391             | ピオリア都市圏                                 | 368,782             | ピオリア郡                                   | 181,830   |
| ピオリア・カントン広域都市圏                             | 402,391             | ピオリア都市圏                                 | 368,782             | テイズウェル郡                               | 131,343   |
| ピオリア・カントン広域都市圏                             | 402,391             | ピオリア都市圏                                 | 368,782             | ウッドフォード郡                             | 38,467    |
| ピオリア・カントン広域都市圏                             | 402,391             | ピオリア都市圏                                 | 368,782             | マーシャル郡                                 | 11,742    |
| ピオリア・カントン広域都市圏                             | 402,391             | ピオリア都市圏                                 | 368,782             | スターク郡                                   | 5,400     |
| ピオリア・カントン広域都市圏                             | 402,391             | カントン小都市圏                               | 33,609              | フルトン郡                                   | 33,609    |
| シャンペーン・アーバナ・ダンビル広域都市圏               | 310,260             | シャンペーン・アーバナ都市圏                   | 236,072             | シャンペーン郡                               | 205,865   |
| シャンペーン・アーバナ・ダンビル広域都市圏               | 310,260             | シャンペーン・アーバナ都市圏                   | 236,072             | ピアット郡                                   | 16,673    |
| シャンペーン・アーバナ・ダンビル広域都市圏               | 310,260             | シャンペーン・アーバナ都市圏                   | 236,072             | フォード郡                                   | 13,534    |
| シャンペーン・アーバナ・ダンビル広域都市圏               | 310,260             | ダンビル小都市圏                               | 74,188              | バーミリオン郡                               | 74,188    |
| スプリングフィールド・ジャクソンビル・リンカーン都市圏   | 308,523             | スプリングフィールド都市圏                     | 208,640             | サンガモン郡                                 | 196,343   |
| スプリングフィールド・ジャクソンビル・リンカーン都市圏   | 308,523             | スプリングフィールド都市圏                     | 208,640             | メナード郡                                   | 12,297    |
| スプリングフィールド・ジャクソンビル・リンカーン都市圏   | 308,523             | ジャクソンビル小都市圏                         | 37,864              | モーガン郡                                   | 32,915    |
| スプリングフィールド・ジャクソンビル・リンカーン都市圏   | 308,523             | ジャクソンビル小都市圏                         | 37,864              | スコット郡                                   | 4,949     |
| スプリングフィールド・ジャクソンビル・リンカーン都市圏   | 308,523             | テイラービル小都市圏                           | 34,032              | クリスチャン郡                               | 34,032    |
| スプリングフィールド・ジャクソンビル・リンカーン都市圏   | 308,523             | リンカーン小都市圏                             | 27,987              | ローガン郡                                   | 27,987    |
| ダベンポート・モリーン広域都市圏                         | 474,019 209,655     | ダベンポート・モリーン・ロックアイランド都市圏 | 384,324 209,655     | アイオワ州スコット郡                         | 174,669   |
| ダベンポート・モリーン広域都市圏                         | 474,019 209,655     | ダベンポート・モリーン・ロックアイランド都市圏 | 384,324 209,655     | ロックアイランド郡                           | 144,672   |
| ダベンポート・モリーン広域都市圏                         | 474,019 209,655     | ダベンポート・モリーン・ロックアイランド都市圏 | 384,324 209,655     | ヘンリー郡                                   | 49,284    |
| ダベンポート・モリーン広域都市圏                         | 474,019 209,655     | ダベンポート・モリーン・ロックアイランド都市圏 | 384,324 209,655     | マーサー郡                                   | 15,699    |
| ダベンポート・モリーン広域都市圏                         | 474,019 209,655     | クリントン小都市圏                             | 46,460              | アイオワ州クリントン郡                       | 46,460    |
| ダベンポート・モリーン広域都市圏                         | 474,019 209,655     | マスカティン小都市圏                           | 43,235              | アイオワ州マスカティン郡                     | 43,235    |
| ブルーミントン・ポンティアック広域都市圏                 | 206,769             | ブルーミントン都市圏                           | 170,954             | マクリーン郡                                 | 170,954   |
| ブルーミントン・ポンティアック広域都市圏                 | 206,769             | ポンティアック小都市圏                         | 35,815              | リビングストン郡                             | 35,815    |
| カーボンデール・マリオン・ヘリン広域都市圏               | 120,127             | マリオン・ヘリン小都市圏                       | 67,153              | ウィリアムソン郡                             | 67,153    |
| カーボンデール・マリオン・ヘリン広域都市圏               | 120,127             | カーボンデール小都市圏                         | 52,974              | ジャクソン郡                                 | 52,974    |
|                                                          |                     | ディケーター都市圏                             | 103,998             | メイコン郡                                   | 103,998   |
| ディクソン・スターリング広域都市圏                       | 89,836              | スターリング小都市圏                           | 55,691              | ホワイトサイド郡                             | 55,691    |
| ディクソン・スターリング広域都市圏                       | 89,836              | ディクソン小都市圏                             | 34,145              | リー郡                                       | 34,145    |
| クインシー・ハンニバル広域都市圏                         | 114,828 65,737      | クインシー小都市圏                             | 75,948 65,737       | アダムズ郡                                   | 65,737    |
| クインシー・ハンニバル広域都市圏                         | 114,828 65,737      | クインシー小都市圏                             | 75,948 65,737       | ミズーリ州ルイス郡                           | 10,211    |
| クインシー・ハンニバル広域都市圏                         | 114,828 65,737      | ハンニバル小都市圏                             | 38,880              | ミズーリ州マリオン郡                         | 28,525    |
| クインシー・ハンニバル広域都市圏                         | 114,828 65,737      | ハンニバル小都市圏                             | 38,880              | ミズーリ州ラルズ郡                           | 10,355    |
|                                                          |                     | ゲイルズバーグ小都市圏                         | 49,967              | ノックス郡                                   | 49,967    |
|                                                          |                     | チャールストン・マトゥーン小都市圏             | 46,863              | コールズ郡                                   | 46,863    |
|                                                          |                     | エフィンガム小都市圏                           | 45,118              | エフィンガム郡                               | 34,668    |
| カンバーランド郡                                         | 10,450              | エフィンガム小都市圏                           | 45,118              |                                              |           |
|                                                          |                     | マウントバーノン小都市圏                       | 37,113              | ジェファーソン郡                             | 37,113    |
|                                                          |                     | マコーム小都市圏                               | 27,238              | マクドナウ郡                                 | 27,238    |
| パデューカ・メイフィールド広域都市圏                     | 140,135 14,169      | パデューカ都市圏                               | 103,486 14,169      | ケンタッキー州マクラッケン郡                 | 67,875    |
| パデューカ・メイフィールド広域都市圏                     | 140,135 14,169      | パデューカ都市圏                               | 103,486 14,169      | マサック郡                                   | 14,169    |
| パデューカ・メイフィールド広域都市圏                     | 140,135 14,169      | パデューカ都市圏                               | 103,486 14,169      | ケンタッキー州リビングストン郡               | 8,888     |
| パデューカ・メイフィールド広域都市圏                     | 140,135 14,169      | パデューカ都市圏                               | 103,486 14,169      | ケンタッキー州バラード郡                     | 7,728     |
| パデューカ・メイフィールド広域都市圏                     | 140,135 14,169      | パデューカ都市圏                               | 103,486 14,169      | ケンタッキー州カーライル郡                   | 4,826     |
| パデューカ・メイフィールド広域都市圏                     | 140,135 14,169      | メイフィールド小都市圏                         | 36,649              | ケンタッキー州グレイブズ郡                   | 36,649    |
| バーリントン・フォートマディソン広域都市圏               | 78,852 6,387        | バーリントン小都市圏                           | 45,297 6,387        | アイオワ州デモイン郡                         | 38,910    |
| バーリントン・フォートマディソン広域都市圏               | 78,852 6,387        | バーリントン小都市圏                           | 45,297 6,387        | ヘンダーソン郡                               | 6,387     |
| バーリントン・フォートマディソン広域都市圏               | 78,852 6,387        | フォートマディソン小都市圏                     | 33,555              | アイオワ州リー郡                             | 33,555    |
| ケープジラード・サイケストン広域都市圏                   | 148,153 5,240       | ケープジラード都市圏                           | 97,517 5,240        | ミズーリ州ケープジラード郡                   | 81,710    |
| ケープジラード・サイケストン広域都市圏                   | 148,153 5,240       | ケープジラード都市圏                           | 97,517 5,240        | ミズーリ州ボリンガー郡                       | 10,567    |
| ケープジラード・サイケストン広域都市圏                   | 148,153 5,240       | ケープジラード都市圏                           | 97,517 5,240        | アレクサンダー郡                             | 5,240     |
| ケープジラード・サイケストン広域都市圏                   | 148,153 5,240       | サイケストン小都市圏                           | 50,636              | ミズーリ州スコット郡                         | 38,059    |
| ケープジラード・サイケストン広域都市圏                   | 148,153 5,240       | サイケストン小都市圏                           | 50,636              | ミズーリ州ミシシッピ郡                       | 12,577    |
| （設定無し）                                             | （設定無し）        | （設定無し）                                   | （設定無し）        | フランクリン郡                               | 37,804    |
| （設定無し）                                             | （設定無し）        | （設定無し）                                   | （設定無し）        | ランドルフ郡                                 | 30,163    |
| （設定無し）                                             | （設定無し）        | （設定無し）                                   | （設定無し）        | モントゴメリー郡                             | 30,104    |
| （設定無し）                                             | （設定無し）        | （設定無し）                                   | （設定無し）        | イロコイ郡                                   | 28,288    |
| （設定無し）                                             | （設定無し）        | （設定無し）                                   | （設定無し）        | セイリーン郡                                 | 23,768    |
| （設定無し）                                             | （設定無し）        | （設定無し）                                   | （設定無し）        | ジョーデイビーズ郡                           | 22,035    |
| （設定無し）                                             | （設定無し）        | （設定無し）                                   | （設定無し）        | ファイエット郡                               | 21,488    |
| （設定無し）                                             | （設定無し）        | （設定無し）                                   | （設定無し）        | シェルビー郡                                 | 20,990    |
| （設定無し）                                             | （設定無し）        | （設定無し）                                   | （設定無し）        | ペリー郡                                     | 20,945    |
| （設定無し）                                             | （設定無し）        | （設定無し）                                   | （設定無し）        | ダグラス郡                                   | 19,740    |
| （設定無し）                                             | （設定無し）        | （設定無し）                                   | （設定無し）        | クロフォード郡                               | 18,679    |
| （設定無し）                                             | （設定無し）        | （設定無し）                                   | （設定無し）        | ユニオン郡                                   | 17,244    |
| （設定無し）                                             | （設定無し）        | （設定無し）                                   | （設定無し）        | エドガー郡                                   | 16,866    |
| （設定無し）                                             | （設定無し）        | （設定無し）                                   | （設定無し）        | ウォーレン郡                                 | 16,835    |
| （設定無し）                                             | （設定無し）        | （設定無し）                                   | （設定無し）        | ウェイン郡                                   | 16,179    |
| （設定無し）                                             | （設定無し）        | （設定無し）                                   | （設定無し）        | リッチランド郡                               | 15,813    |
| （設定無し）                                             | （設定無し）        | （設定無し）                                   | （設定無し）        | キャロル郡                                   | 15,702    |
| （設定無し）                                             | （設定無し）        | （設定無し）                                   | （設定無し）        | デウィット郡                                 | 15,516    |
| （設定無し）                                             | （設定無し）        | （設定無し）                                   | （設定無し）        | クラーク郡                                   | 15,455    |
| （設定無し）                                             | （設定無し）        | （設定無し）                                   | （設定無し）        | ローレンス郡                                 | 15,280    |
| （設定無し）                                             | （設定無し）        | （設定無し）                                   | （設定無し）        | パイク郡                                     | 14,739    |
| （設定無し）                                             | （設定無し）        | （設定無し）                                   | （設定無し）        | ムールトリー郡                               | 14,526    |
| （設定無し）                                             | （設定無し）        | （設定無し）                                   | （設定無し）        | ホワイト郡                                   | 13,877    |
| （設定無し）                                             | （設定無し）        | （設定無し）                                   | （設定無し）        | ワシントン郡                                 | 13,761    |
| （設定無し）                                             | （設定無し）        | （設定無し）                                   | （設定無し）        | ジョンソン郡                                 | 13,308    |
| （設定無し）                                             | （設定無し）        | （設定無し）                                   | （設定無し）        | クレイ郡                                     | 13,288    |
| （設定無し）                                             | （設定無し）        | （設定無し）                                   | （設定無し）        | メイソン郡                                   | 13,086    |
| （設定無し）                                             | （設定無し）        | （設定無し）                                   | （設定無し）        | カス郡                                       | 13,042    |
| （設定無し）                                             | （設定無し）        | （設定無し）                                   | （設定無し）        | グリーン郡                                   | 11,985    |
| （設定無し）                                             | （設定無し）        | （設定無し）                                   | （設定無し）        | ウォバッシュ郡                               | 11,361    |
| （設定無し）                                             | （設定無し）        | （設定無し）                                   | （設定無し）        | ジャスパー郡                                 | 9,287     |
| （設定無し）                                             | （設定無し）        | （設定無し）                                   | （設定無し）        | ハミルトン郡                                 | 7,993     |
| （設定無し）                                             | （設定無し）        | （設定無し）                                   | （設定無し）        | スカイラー郡                                 | 6,902     |
| （設定無し）                                             | （設定無し）        | （設定無し）                                   | （設定無し）        | エドワーズ郡                                 | 6,245     |
| （設定無し）                                             | （設定無し）        | （設定無し）                                   | （設定無し）        | ブラウン郡                                   | 6,244     |
| （設定無し）                                             | （設定無し）        | （設定無し）                                   | （設定無し）        | プラスキ郡                                   | 5,193     |
| （設定無し）                                             | （設定無し）        | （設定無し）                                   | （設定無し）        | ギャラティン郡                               | 4,946     |
| （設定無し）                                             | （設定無し）        | （設定無し）                                   | （設定無し）        | ポープ郡                                     | 3,763     |
| （設定無し）                                             | （設定無し）        | （設定無し）                                   | （設定無し）        | ハーディン郡                                 | 3,649     |

## 註
1. ↑  QuickFacts. U.S. Census Bureau. 2020年.
2. ↑  OMB Bulletin No. 23-01, Revised Delineations of Metropolitan Statistical Areas, Micropolitan Statistical Areas, and Combined Statistical Areas, and Guidance on Uses of the Delineations of These Areas. Office of Management and Budget. 2023年7月21日.
3. ↑  P. L. 100-202, Section 530.
ミズーリ州サリバン市の市域のうち、同州クロフォード郡にかかる地域は、1987年12月22日より定義としてはセントルイス都市圏に入っているが、人口は合算対象外である。